# Nieuwe Broekpolder (onder Naaldwijk)
De Nieuwe Broekpolder is een polder en een voormalig waterschap in de voormalige gemeente Naaldwijk, in de Nederlandse provincie Zuid-Holland.
Het waterschap was verantwoordelijk voor de drooglegging en de waterhuishouding in de polder.
De Nieuwe Broekpolder is grotendeels bebouwd met kassen. De polder grenst in het noordoosten aan de Oude Broekpolder.